# Lonicera angustifolia
Lonicera angustifolia är en kaprifolväxtart som beskrevs av Nathaniel Wallich. Lonicera angustifolia ingår i släktet tryar, och familjen kaprifolväxter. Utöver nominatformen finns också underarten L. a. myrtillus.